# Lucas Giffard
Lucas Gerard Hervé Giffard (Dax, 3 de enero de 1998), más conocido como Lucas Giffard, es un futbolista francés. Juega como portero y su equipo es el UD Gran Tarajal de la Tercera División RFEF.

## Clubes
| Club                      | País   | Año       |
| ------------------------- | ------ | --------- |
| Real Avilés "B"           | España | 2018      |
| Caudal Deportivo          | España | 2018-2019 |
| CyD Leonesa               | España | 2019-2021 |
| R. Majadahonda (préstamo) | España | 2020-2021 |
| UD Gran Tarajal           | España | 2021-Act. |